# Mrhov
Mrhov (německy Mrchow) je samota, část obce Krásné v okrese Žďár nad Sázavou. Nachází se asi 1,5 km na severovýchod od obce Krásné na české straně historické zemské hranice Čech a Moravy a dřív náležel ke katastru obce Telecí. V roce 2009 zde byly evidovány dvě adresy. V roce 2001 zde trvale žilo 18 obyvatel.
Mrhov leží v katastrálním území Krásné nad Svratkou o výměře 8,53 km2.